# Fenêtre à Tahiti II
Fenêtre à Tahiti II – ou Tahiti II – est un tableau réalisé en 1935-1936 par le peintre français Henri Matisse. Variante de Papeete-Tahiti, ou Tahiti I, cette gouache sur toile est un paysage de la Polynésie française qu'entoure une frise de fleurs de frangipanier : elle représente en son centre une fenêtre au voilage transparent laissant voir au-delà d'une balustrade rouge, et entre deux arbres, un bateau blanc à quai dans le port de Papeete. L'œuvre est conservée au musée Matisse du Cateau-Cambrésis, dans le Nord, depuis un don de l'artiste en 1952.

## Expositions
- Matisse. Cahiers d'art – Le tournant des années 1930, musée de l'Orangerie, Paris, 2023 — n°119.